# Pressure & Time
Pressure & Time è il secondo album in studio della rock band statunitense Rival Sons. È stato pubblicato il 20 giugno 2011 nel Regno Unito ed è stato pubblicato negli Stati Uniti il 28 giugno 2011 attraverso l'etichetta indipendente inglese Earache Records. L'artwork della copertina è stato progettato da Storm Thorgerson, che aveva già lavorato per i Led Zeppelin e i Pink Floyd. È stato pubblicato un video musicale per la title track "Pressure & Time", che presenta la band che si esibisce. La title track è stata anche usata come colonna sonora del videogioco d'azione avventura 2013 Ride to Hell: Retribution. La traccia Get Mine è stata presentata in una campagna pubblicitaria televisiva di bevande a base di malto di Jeremiah Weed che mostrava una competizione di braccio di ferro.
L'editore di AllMusic, William Ruhlmann, ha notato che la band era una stranezza nel roster per la maggior parte dei death metal di Earache, ma ha elogiato la loro capacità musicale di richiamare alla fine degli anni '60 l'hard rock che ricorda i Led Zeppelin ("Pressure & Time", "Gypsy Heart") e Hush-era Deep Purple ("All Over the Road"), concludendo che "chiunque ami quel tipo di musica dovrebbe trascurare le implicazioni dell'etichetta discografica e dare un'occhiata a Rival Sons." Joseph Giannone di Cinema Blend era ambivalente nei confronti del disco, che ha elogiato la musica accattivante della band per aver catturato l'hard rock degli anni '60 e '70, ma sentiva che mancavano di virtuosismo e uno stile proprio da chiamare. Ha comunque individuato la title track, "Gypsy Heart" e "Face of Light" per mostrare il potenziale della band nel loro sottogenere...".

## Tracce
1. All Over the Road – 2:54
2. Young Love – 3:00
3. Pressure & Time – 3:19
4. Only One – 3:14
5. Get Mine – 2:24
6. Burn Down Los Angeles – 2:29
7. Save Me – 2:33
8. Gypsy Heart – 3:29
9. White Noise – 3:04
10. Face of Light – 4:29